# Belcești, Vaslui
Belcești este un sat în comuna Pogonești din județul Vaslui, Moldova, România.